# Virginie Viard

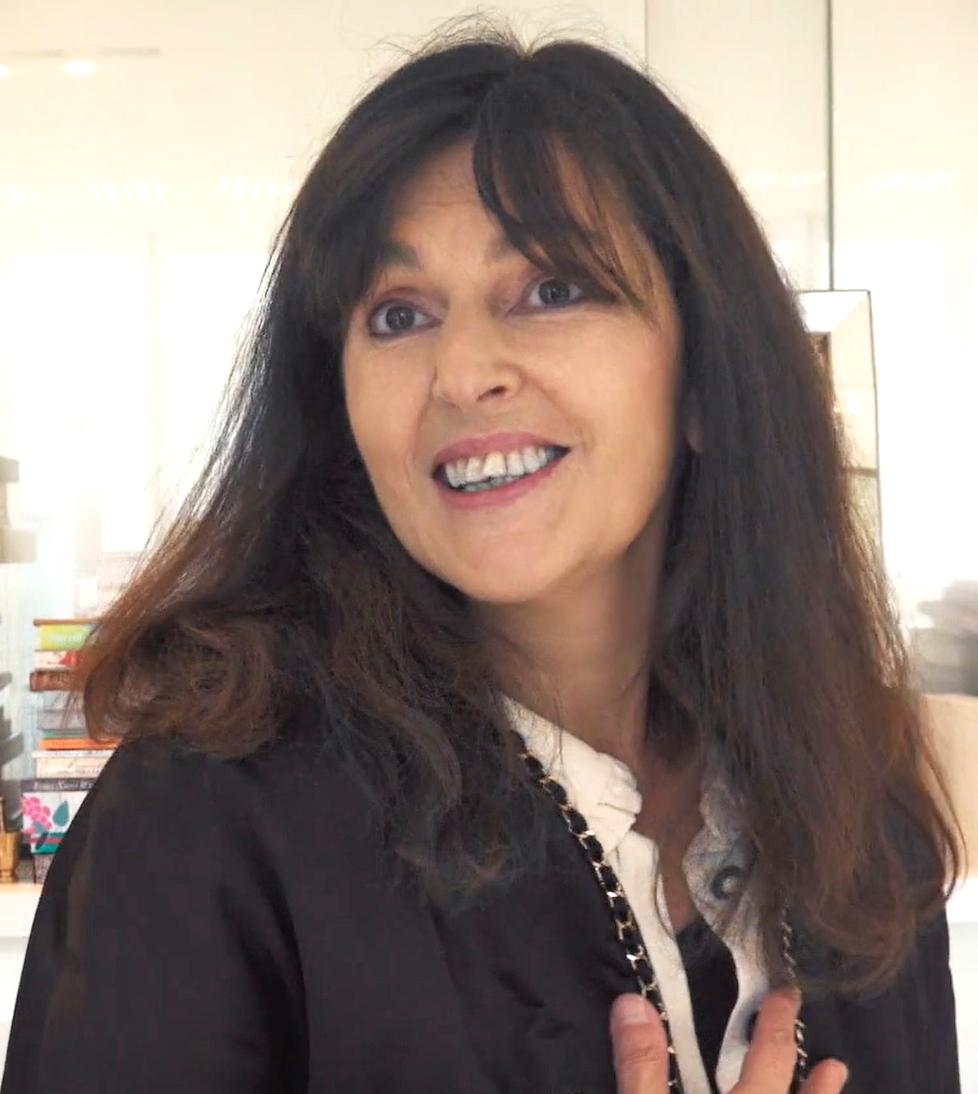
Virginie Viard

Virginie Viard (* 1962 in Dijon) ist eine französische Kostüm- und Modedesignerin und war ab dem Tod von Karl Lagerfeld am 19. Februar 2019 bis Juni 2024 Kreativchefin des Pariser Modehauses Chanel.

## Leben

### Kindheit und Ausbildung
Die Großeltern Viards mütterlicherseits waren Seidenfabrikanten in Lyon, ihre Eltern, Bernadette (genannt „Nadou“) und Henri Viard arbeiteten als Chirurgen. Die Eltern des Vaters stammen aus Megève am Mont Blanc, die Familie war im Seilbahn-Bau tätig. Henri selbst war in seiner Jugend ein prominenter Skisportler. Als ältestes Kind ihrer Eltern, geboren in Dijon, zog Viard in ihrer frühen Kindheit mit ihrer Familie nach Lyon, wo ihre Eltern arbeiteten. 1968 siedelte sich die Familie wieder in der Nähe von Dijon an, im südlich gelegenen Weindorf Fixin. Das Abitur legte Virginie, die in ihrer Familie als „Träumerin“ galt, am Lycée Carnot in Dijon ab. Danach studierte sie an einer Modeschule in Lyon, dem Le Cours Georges. Sie ging 1984/1985 in der Punk-Ära ein Jahr nach London. Mit einem „sehr britischen“ ästhetischen Geschmack und violett gefärbten Haaren kehrte sie nach Lyon zurück, wo sie bei einer älteren Frau in deren Wohnung Näh-Unterricht nahm. Von ihrer Großmutter erhielt sie Stoffe für „flauschige Outfits mit elastischen Bändern“ und schneiderte Mode wie „Rock'n'Roll“. Sie orientierte sich dabei an ihren damaligen Lieblingsstars wie Marianne Faithfull, Patti Smith und Siouxsie.
Der weibliche Teil der Familie interessierte sich traditionell für Mode; die Mutter und ihre Schwestern trugen gern Kleider der Marke Chloé, interessierten sich beim Shoppen aber auch für Marken wie Sonia Rykiel, Yves Saint Laurent, Emmanuelle Khanh, Louis Feraud. Virginie blätterte nach eigenen Worten zwar auch gern in Mode-Zeitschriften, interessierte sich aber in ihrer Jugend mehr für den Film, vor allem die Nouvelle Vague und Schauspielerinnen wie Gena Rowlands und Anna Karina. Viard begann ihre berufliche Karriere als Assistentin der Kostümbildnerin Dominique Borg, die seit 1974 in der Branche tätig war, ihren Durchbruch allerdings erst 1988 mit der Produktion Camille Claudel des Regisseurs Bruno Nuyttens feierte. In den Hauptrollen waren damals Isabelle Adjani und Gérard Depardieu besetzt. Von Adjani zeigte sich Viard besonders beeindruckt, aber auch von Juliette Binoche.
Zu den Höhepunkten ihrer Arbeit als Kostümbildnerin zählt sie die Arbeit für den polnischen Regisseur Krzysztof Kieślowski und dessen Filme Drei Farben: Blau (1993) und Drei Farben: Weiß (1994). Virginie Viard stattete auch Theaterproduktionen, wie 1990 am Pariser Théâtre du Rond-Point das Bühnenstück Madame l’abbé de Choisy in Regie von Isabelle Nanty, aus. Über den Unterschied zwischen Film- und Modegeschäft sagte sie in einem Interview: „Kostüme zu entwerfen ist schwieriger als eine Kollektion zu designen: Models sind unkomplizierter als Schauspielerinnen, die Mode-Szene ist weniger aufgeregt als der Film und Karl (Lagerfeld) umgänglicher als ein Regisseur.“

### Arbeit mit Karl Lagerfeld
1987 vermittelte ihr ein gemeinsamer Freund und Nachbar ihrer Eltern in Fixin, angeblich ein Kammerherr von Fürst Rainier III. von Monaco, ein Praktikum bei Karl Lagerfeld, der damals seit vier Jahren für Chanel tätig war. Viard hielt Chanel damals für „zu pink“ und bevorzugte persönlich Jean Paul Gaultier. Gleichwohl war sie beeindruckt von Büchern wie Chanel Allure von Paul Morand und einer Biografie über Misia Sert, die mit Coco Chanel befreundet gewesen war. Viard arbeitete im dritten Stock in der damals noch kleineren Unternehmenszentrale in der Rue Cambon 29 im 1. Arrondissement von Paris zunächst in der Stickereiabteilung. 1992 wechselte sie mit ihrem Mentor zu Chloé, einer Marke, die ihr aus der eigenen Familie bestens bekannt war. Nach der gemeinsamen Rückkehr zu Chanel fünf Jahre später war Viard zunächst ausschließlich in der Haute Couture tätig. Seit dem Jahr 2000 kümmerte sie sich auch um die Prêt-à-porter-Linien von Chanel, womit die Zahl der Mitarbeiter, die sie anzuleiten hatte, stark anstieg. In einem Interview sagte Viard 2015, sie selbst mache zwischen Haute Couture und der günstigeren Prêt-à-porter keine Unterschiede, was ihre Ansprüche angehe. Beide Arbeitsbereiche seien stark verschieden, die jeweiligen Teams bräuchten sehr individuelle Anweisungen. Viard legte Wert darauf, die Skizzen von Karl Lagerfeld möglichst zügig in ihre Hände zu bekommen, da sie jede Art Zeitdruck scheut. Schnell galt sie als „linke und rechte Hand“ des prominenten Modemachers. Ihr wird nachgesagt, ein so gutes Zeit-Management zu haben, dass sie „zwei Tage in einen“ pressen könne. Um möglichen Stress zu vermeiden, beginnt sie unmittelbar nach einer abgeschlossenen Kollektion mit der Vorbereitung der nächsten: „Ich mag es gar nicht, unter Druck zu arbeiten. Eine Kollektion zu entwerfen, ist schon genug Stress. Es ist wichtig, voran zu kommen, aber ich möchte keine Spannungen.“ Für sie war es „undenkbar“, in die Lage zu kommen, ihren Chef Lagerfeld an die Abgabetermine erinnern zu müssen.
Das „irre Tempo“ bei Chanel lobt sie ausdrücklich; sei der Konzern doch mit zwei Haute Couture- und sechs Prêt-à-porter-Schauen jährlich von allen vergleichbaren Mode-Imperien am kreativsten. Nach einer Unterbrechung der Arbeit sei es äußerst schwer, wieder hinein zu finden, daher bevorzuge sie die durchgehende Tätigkeit an neuen Kollektionen. Dabei sei sie Lagerfeld und der Unternehmensgründerin, Gabrielle „Coco“ Chanel gleichermaßen verpflichtet, so unterschiedlich beide auch gewesen seien. Rückblickend schätzt sie die erste Metiers d’Art Kollektion von 2002, die damals als Satellite Kollektion vermarktet wurde, am meisten; ist es für sie doch der Inbegriff von Chanel.
Inspiration erhält Viard nach eigenen Worten weniger durch die Beobachtung der Konkurrenz, sondern mehr durch Neugier und das „Abschalten“ bei Ausstellungs-, Theater- und Konzert-Besuchen. So fielen ihr bei einem Besuch in Versailles kleinste Details auf, eine Erfahrung, von der sie „so lange wie möglich“ zehren möchte. Auch die Hausaufgaben-Betreuung ihres Sohnes habe sie zu dessen Schulzeit auf „andere Gedanken“ gebracht. Ihr Lebensgefährte Jean-Marc, mit dem sie seit dreißig Jahren zusammen ist, arbeitet als Musiker und Produzent ebenfalls für Chanel. Viard gilt als ausgesprochen bescheiden, zurückhaltend und scheu und war in der französischen Öffentlichkeit bis zum Tod von Karl Lagerfeld kaum bekannt, obwohl sie zu dem Zeitpunkt schon mehr als drei Jahrzehnte für ihn tätig gewesen war. Am 19. Februar 2019 verkündete der Miteigentümer von Chanel, Alain Wertheimer in einer Pressemitteilung, dass Viard, die bereits seit längerem das Kreativ-Studio der Firma leitete, Lagerfeld als Kreativ-Chefin des Hauses nachfolge.

### Zeit bei Chanel nach Lagerfelds Tod
Im Juli 2019 zeigte Viard ihre erste Couture-Kollektion für Chanel. Als Kulisse der Modenschau diente eine Bibliothek, was als Reminiszenz sowohl an Coco Chanel als auch an Karl Lagerfeld interpretiert werden kann. Viard verjüngte die Chanel-Designs etwas, peppte sie u. a. mit 1980er-Jahre-Einflüssen auf und legte wie ihr Vorgänger Wert auf Alltagstauglichkeit. Damit ehrte sie die Tradition des Hauses, ließ aber gleichzeitig ihre eigene Handschrift erkennen. Sie verzichtete darauf, am Schluss der Schau das sonst übliche Brautkleid zu präsentieren.

## Zitat
„Karl schickt mir den ganzen Tag SMS, Bilder, Entwürfe, Fotos und ich versuche, das alles so zu übersetzen, dass die Schneiderinnen im Atelier an die Arbeit gehen können. Ich sorge dafür, dass alles läuft. Wir probieren Dinge aus, entscheiden über Materialien und grundsätzlich versuche ich herauszufinden, was ihm vorschwebt und wohin er mit der neuen Kollektion will. Wissen Sie, er kann oft etwas vage sein und Ihnen nicht genau sagen, was er meint. Er sagt nie, dass er ein Thema hat, daher stelle ich Vermutungen an. Ich fokussiere, modernisiere und mache die Dinge runder oder auch zeitloser.“ Virginie Viard über ihre Arbeit mit Karl Lagerfeld.

## Familie
Virginie Viard hat vier Geschwister: Arnaud, Françoise, Marianne und Benjamin. Arnaud (geb. 1965) ist als Drehbuchautor und Schauspieler tätig.